# باول أتكينسون
باول أتكينسون (بالإنجليزية: Paul Atkinson)‏ (19 يناير 1966 في المملكة المتحدة - ) هو لاعب كرة قدم بريطاني في مركز الوسط. لعب مع بورت فايل ونادي سندرلاند ونادي هارتلبول يونايتد وستافورد رينجرز ونادي غيتزهد.

## وصلات خارجية
- باول أتكينسون على موقع قاعدة بيانات كرة القدم.إي يو (الإنجليزية)